# Чарота, Иван Алексеевич
Иван Алексеевич Черота (бел. Іван Аляксеевіч Чарота; 16 сентября 1952, Лыщики, Брестская область — 7 ноября 2024) — советский и белорусский литературовед, славист, критик, историк культуры, переводчик, общественный деятель. Доктор филологических наук (1998). Профессор (1999). Лауреат премии Республики Беларусь «За духовное возрождение» (2003). Иностранный член Сербской Академии наук и искусств (2009). Член Союза писателей СССР (1985).

## Биография
Родился 16 сентября 1952 года в крестьянской семье в деревне Лыщики Кобринского района Брестской области Белорусской ССР.
Черота И. А. с 1969 по 1974 году учился на отделении русского языка и литературы филологического факультета БГУ. После его окончания работал три года учителем в Полецкишской средней школе Вороновского района Гродненской области. В 1977 году принят на работу в Белорусский государственный университет, где занимал, соответственно, должности преподавателя — старшего преподавателя, доцента, а затем, пройдя с 1991 по 1994 год обучение в докторантуре, стал заведовать новообразованной кафедрой славистики (славянских литератур). Кандидатскую диссертацию «Творчество М. А. Шолохова и литературный процесс Югославии (1956—1986)» защитил в ЛГПИ (Ленинград, 1986), докторскую — «Беларуская літаратура ХХ стагоддзя і працэсы нацыянальнага самавызначэння» у БГУ (Минск, 1998). Научный консультант Белорусской энциклопедии.
Умер 7 ноября 2024 года в возрасте 72 лет.
Отпевание прошло 9 ноября в соборе Петра и Павла г. Минска.

## Научные интересы
Свои научные интересы И. А. Черота сосредоточил прежде всего на литературах и культурах славянских народов. Исследуя их генетические, типологические и контактные взаимодействия, он утвердился как ведущий югославист Беларуси, высокоавторитетный специалист в области сравнительного литературоведения и культуроведения, автор около 600 научных работ, среди которых книги: «Беларуская савецкая літаратура за мяжой» (Мн., 1988 — у сааўтарстве), «Пошук спрадвечнай існасці: Беларуская літаратура ХХ стагоддзя ў працэсах нацыянальнага самавызначэння» (Мн., 1995), «Сербская Праваслаўная Царква» (Мн., 1998), «Беларуская мова і Царква» (Мн., 2000), «Косовская битва продолжается» (Мн., 2000), «Антологија белоруске поезије», (Београд: 1993; 2-е выданне — 2012), «Югаславянскія казкі» (Мн., 1999), «Антологија лирике источних Словена» (Београд, 2000), «Насустрач Духу. Анталогія беларускай хрысціянскай паэзіі» (Мн., 2001), «Насустрач Духу. Анталогія беларускай хрысціянскай прозы» (Мн., 2002), «Слово и Дух. Антология русской духовной поезии ХХ -XX вв.» (Мінск, 2003, 2005, 2010), «Ні на небе, ні на зямлі.Казкі славянскіх народаў» (2013), «Српска књижевност. Антологија текстова. Књ.І -V» (Мінск, 2002-2007 — на сербскай мове), «Тэорыя і практыка мастацкага перакладу» (Мінск, 2012), «Испод крила роде. Антологија савремене белоруске поезије» (Подгорица, 2014), «Беларусы пра Сербію-Югаславію» (2015, «Белорусија и Србија: Трагом узајамног упознавања и деловања»(Шабац, 2016).

## Научно-методическая сфера
Профессор И. А. Черота являлся членом редакционных коллегий 11 периодических изданий (6 зарубежных), научным консультантом Белорусской Энциклопедии; секретарём Библейской комиссии Белорусского Экзархата Русской Православной Церкви и исполнительным редактором журнала «Православие».
В научно-методической сфере результатом его трудов были такие пособия, как: «Советская литература в связях и взаимодействиях: Начала сравнительного и системного анализа» (Мн., 1989), «Мастацкі пераклад на беларускую мову: Асновы тэорыі і практычныя рэкамендацыі» (Мн., 1997), «Югаславянскія літаратуры і культуры» (Мн., 1999 — у сааўтарстве), Праграма «Гісторыя славянскіх літаратур» (2000), «Гісторыя сербскай літаратуры. Практыкум» (2007).

## Критика
Поддерживал и распространял маргинальную антинаучную теорию «молдавского периода» в жизни белорусского первопечатникам Франциска Скорины на основании фальшивых наивных рисунков, предоставленных уроженцем Молдовы Юрием Ивановым.

## Переводческая работа
Член Союзов писателей СССР (соответственно, Союза писателей Беларуси), а также России и Сербии; активно выступает в печати как литературовед, критик, эссеист, публицист. Более двадцати пяти лет возглавлял бюро секции художественного перевода и литературных связей Союза писателей Беларуси, занимался переводом с сербского, хорватского, словенского, македонского, польского и других языков на белорусский и русский, а также с белорусского и русского на сербский. Результат его трудов — более 1200 печатных переводов, в том числе свыше 70 книжных изданий, среди которых произведения следующих авторов: Патриарх Сербский Павел, Николай Велимирович, Иустин Попович, Марко С. Маркович, Фаддей Штрбулович, Иво Андрич, Бранислав Нушич, Раде Драинац, Добрица Чосич, Невена Витошевич-Чеклич, Зоран Гаврилович, Мира Радоевич и Любодраг Димич, Момир Лазич, Драган Лакичевич, Гроздана Олуич, Горан Петрович, Бена Зупанчич, Прежихов Воранц, Йосип Юрчич, Драго Янчар и другие. Основатель, составитель и переводчик серии «Сербское богословие XX века», в которой уже вышло более четырёх десятков книг. Переведены И. А. Черотой сборник «Мовы ўсяго жывога: Сербскія народныя казкі», (Мінск, 2007) признан лучшей книгой Беларуси в области перевода за 2008 год и награждён Национальной премией.

## Награды и премии
- Медаль Франциска Скорины (7 сентября 2023 года) — за многолетний плодотворный труд, высокий профессионализм, образцовое выполнение служебных обязанностей, мужество и отвагу, проявленные при спасении людей во время пожара, заслуги в воинской службе и охране государственной границы, значительный личный вклад в усовершенствование налоговой системы, реализацию социально-экономической политики страны, развитие лесохозяйственного производства, транспортной отрасли, машиностроения и сельского хозяйства, выдающиеся достижения в сферах образования, охраны здоровья, науки, культуры и спорта[4].
- Медаль Пушкина (7 мая 2015 года, Россия) — за большой вклад в укрепление дружбы и сотрудничества с Российской Федерацией, развитие торгово-экономических и культурных связей[5].
- Серебряная медаль «За заслуги» Республики Сербия (Сербия, 2014).
- Орден Преподобного Сергия Радонежского III степени (РПЦ, 2002).
- Орден святителя Кирилла Туровского II степени (БПЦ, 2012)[6].
- Орден Святого Саввы III степени (СПЦ, 2004).
- Памятная медаль Союза словацких писателей (2003).
- Золотой знак Культурно-просветительского общества Сербии (2008).
- Международная премия имени К. Острожского (Польша, 1999).
- Премия Союза писателей Сербии (2000).
- Премия журнала «Збиља / Reality» (СРЮ, Белград, 2000, 2006).
- Премия Президента Республики Беларусь «За духовное возрождение» 2003 года (6 января 2004 года) — за активную подвижническую деятельность в гуманитарной области, направленную на развитие прогрессивных художественно-нравственных традиций, способствующих установлению духовных ценностей, идей дружбы и братства между людьми разных национальностей и вероисповеданий[7].
- Международная премия имени Ф. М. Достоевского (Сербия, 2007) (вручена в 2012 г.)[8].
- Всемирная православная литературная премия «Богородица Троеручица» (сербский Фонд имени Иванки Милошевич — Чикаго, США, 2011).
- Международная литературная премия имени Раде Драинца (Сербия, 2014).
- Международная премия Фонда Каричей (Сербия, 2014).
- Национальная премия «Имперская культура» имени Эдуарда Володина (Россия, 2022)[9].